# Jasnopole
Jasnopole [pronunciación en polaco: /jasnɔˈpɔlɛ/] (en alemán: Klarpfuhl) es un pueblo en el distrito administrativo de Gmina Kalisz Pomorski, dentro del Distrito de Drawsko, Voivodato de Pomerania Occidental, en el noroeste de Polonia. Se encuentra aproximadamente 5 kilómetros al noroeste de Kalisz Pomorski, 25 kilómetros al sur de Drawsko Pomorskie, y 86 kilómetros al este de la capital regional, Szczecin.
Hasta 1945 el área era parte de Alemania. Para la historia de la región, véase Historia de Pomerania.
El pueblo tiene una población de 40 habitantes.